# Digan lo que digan (película)
Digan lo que digan es una película coproducida en España y Argentina dirigida por Mario Camus sobre su propio guion, escrito en colaboración con Antonio Gala y Miguel Rubbio según el argumento de Horacio Guisado. Se estrenó el 18 de julio de 1968 y tuvo como protagonista al cantante Raphael, a Serena Vergano, a Ignacio Quirós y a Susana Campos. Fue filmada en las Cataratas del Iguazú, Buenos Aires y en España. También colaboró en el guion Ulyses Petit de Murat. Una de las canciones interpretadas en la película lleva el mismo nombre que esta.

## Sinopsis
El encuentro de dos hermanos que se ven enfrentados por una mujer.

## Reparto
- Raphael	 ...	Rafael Gandía
- Serena Vergano	 ...	Blanca
- Ignacio Quirós	 ...	Miguel
- Susana Campos	 ...	Amiga de Blanca
- Darío Vittori	 ...	Luis
- Hernán Guido	 ...	Arencibia
- Aldo Bigatti	 ...	Mario
- Alicia Duncan	 ...	La tía de Blanca
- Héctor Biuchet
- Ricardo Cánepa
- Abel Ferrer
- Emilio Losada
- Enrique San Miguel

## Comentarios
La Nación dijo en su crónica :

”Es en suma, un film espectáculo, con canciones y manidas situaciones sentimentales. Pero en el centro del film está Raphael, un imán de boleterías presumiblemente eficaz.”

La revista Gente aconsejó :

”si soporta a Raphael, no deje de verla.”

Por su parte Manrupe y Portela escriben:

”Esta coproducción ….es un vehículo para Raphael por sobre el nivel técnico habitual. La historia quiere tener tintes dramáticos.”